# James Wilby (nuotatore)
James Wilby (Glasgow, 12 novembre 1993) è un nuotatore britannico.
Vanta un oro mondiale e tre ori europei, oltre ad un argento olimpico. 

## Palmarès
- Giochi olimpici

Tokyo 2020: argento nella 4x100m misti.
- Mondiali

Gwangju 2019: oro nella 4x100m misti, argento nei 100m rana e bronzo nella 4x100m misti mista.
Budapest 2022: bronzo nella 4x100m misti.
Doha 2024: bronzo nella 4x100m misti mista.
- Europei

Glasgow 2018: oro nella 4x100m misti e argento nei 100m rana e nei 200m rana.
Budapest 2020: oro nella 4x100m misti e bronzo nei 100m rana.
Roma 2022: oro nei 200m rana e bronzo nella 4x100m misti mista.
- Giochi del Commonwealth

Glasgow 2014: oro nella 4x100m misti.
Gold Coast 2018: oro nei 200m rana, argento nei 100m rana e bronzo nei 50m rana.
Birmingham 2022: oro nei 100m rana e nella 4x100m misti, argento nei 200m rana e bronzo nella 4x100m misti mista.
- Universiade

Gwangju 2015: argento nei 100m rana.